# 山中春雄
山中 春雄（やまなか はるお、1919年8月28日 - 1962年11月18日）は、日本の洋画家。

## 来歴
1919年（大正8年）8月28日、大阪市浪速区に生まれる。料理屋の生まれと伝えられているが、生い立ちについての詳しい記録は残されていない。難波商工学校中退後、1935年から1939年にかけて大阪中之島洋画研究所で学ぶ。1937年に二科展に出品した『少女』が入選を果たし、1938年に『夏服の女』、1939年には『人物』を同展に出品した。1940年、現役兵として満州へ渡る。従軍看護婦の婦長の女性と現地で結婚し、1943年に除隊となったのちも1945年6月までハルピンに居住した。済州島で終戦を迎え、ハルピンにいた妻子と前後して帰国。大阪の闇市で糊口をしのぎ、中之島洋画研究所の先輩の小林武夫から譲り受けた油絵具で再び絵画を始めた。行動美術協会主催の第2回行動展には『子供と向日葵』『くしけづる婦たち』『二人』を出品した。
姉を頼って横浜市に移り住むが、1948年5月の横浜風物詩画展の参加者名簿に山中の名があることから、その時期は1948年前半と推測される。中区諏訪町に暮らし、写真をもとに絹布に似顔を描く「絹こすり」と呼ばれる進駐軍相手の仕事で生計を立て、行動展への出品をつづけた。1949年には同年代の画家の兵藤和男と親しくなり、ともに「神奈川アンデパンダン展」を立ち上げる。
1953年12月、神戸港から貨客船でフランスに渡る。建畠覚造の案内でパリの美術館を巡り、イタリアへも足を伸ばした。4ヶ月弱のヨーロッパ滞在で新しい具象画への刺激を得て、自らの様式の手がかりをつかんだようである。1954年頃から1958年頃にかけては画廊での取り扱いも増え、1956年からは絵本の仕事も依頼された。1960年頃からは、私小説的文学臭を払拭すべく、薄青い空間に対象を浮かび上がらせる新たな作風を採り入れた。しかし、その前後には視力減退や胃の病など身体的な悩みも抱えていた。
体調が回復し、作品の迷いも払拭した矢先の1962年11月18日、感情のもつれにより画家のパトロンだった知人男性に刺され、横浜市内で命を落とす。享年43。1963年、東京町田画廊で遺作展が開かれた。2000年には、当時関内駅前の横浜市教育文化センター内にあった横浜市民ギャラリーで生前の画友であった兵藤和男と合同の特別展示「兵藤和男と山中春雄」が開催される。

## メディア
- 開運なんでも鑑定団 - テレビ東京(2024年10月29日、11月24日、2025年2月23日放送)

## 作風
1940年代の行動展出品作はいずれも所在不明で、行動美術協会創立会員の向井潤吉の「彼の涙のにじんだような昏明の風景画、抱きすくめるような愛情の流露した人物画を見ていると、思わず引きこまれるような、寂しい美しさに慄然とする時がある。沁々とした虚無感と説明してもいいかも知れない」の評からうかがい知ることができるのみである。大阪時代には、妻子をモデルにした作品を多く描いたようである。渡欧から帰国したあとは愛欲の罪悪感と宗教的な救済といった文学性の強い作品で画壇の注目を浴びる。1956年から1960年にかけては、福音館書店の依頼で月刊絵本「こどものとも」4冊の挿絵を描いた。展覧会の作品とは異なる水彩のカラフルな色彩の仕事を、山中は楽しんだと言う。